# Besenyei Ádám
Besenyei Ádám (Tatabánya, 1982. július 18. – 2022. december 8.) matematikus, matematikatanár, habilitált egyetemi docens és kutató.

## Életpályája
Gimnáziumba szülővárosában járt (1994–2000), majd 2005-ben elvégezte az Eötvös Loránd Tudományegyetem alkalmazott matematika szakát. 2009-ben doktori fokozatot szerzett ugyanott Simon László irányításával.
2008-tól dolgozott az ELTE Alkalmazott Analízis és Számításmatematikai Tanszékén, 2010-től adjunktusa, 2015-től pedig habilitált egyetemi docense volt. Miután 2019-ben elvégezte a matematikatanári mesterszakot is, az Óbudai Árpád Gimnáziumban volt  óraadó matematikatanár. Az ELTE-n a matematikai doktori iskola témavezetője volt.
Hosszan tartó betegségben hunyt el 40 évesen.

## Munkássága
Rövidre szabott életét a kutatás−tanítás−tudománynépszerűsítés hármasa jellemezte, és mindhárom területen örökké maradandót alkotott. A veszteség szinte pótolhatatlan, személyében a magyar tanárképzés, valamint az alkalmazott analízis kutatásának kulcsszereplője távozott, nagy űrt hagyva maga után.
Kutatási területei: matematikai analízis (elsősorban differenciálegyenletek és alkalmazásaik), mátrixanalízis és matematikatörténet. Tanárként nagy hangsúly fektetett arra, hogy diákja megkedveljék a matematikát. Ezért óráit anekdotákkal, matematikatörténeti elemekkel fűszerezte. Speciális előadásai: A differenciálegyenletek csodálatos világa, Kalandozás a nevezetes egyenlőtlenségek világában, Csemegék az analízisből középiskolai ízesítéssel.
Rendszeresen tartott népszerűsítő és ismeretterjesztő előadásokat középiskolásoknak. Az Érintő (Elektronikus Matematikai Lapok) egyik főszerkesztője volt.

### Tankönyv
- Besenyei Ádám, Komornik Vilmos, Simon László: Parciális differenciálegyenletek ELTE, TypoTeX, Budapest, 2013. Letölthető PDF

### Díjai, kitüntetései
- Grünwald Géza-emlékérem, Bolyai János Matematikai Társulat, 2011[4]
- ELTE Természettudományi Kar Kiváló Oktatója, 2018, 2020
- Gács András-díj, 2021[5]